# Paul Anton
Paul Viorel Anton (Bistrița, Rumanía, 10 de mayo de 1991) es un futbolista rumano que juega en la demarcación de centrocampista en el Győri ETO F. C. de la Nemzeti Bajnokság I.

## Trayectoria
Es un jugador de corte ofensivo, un organizador que fue internacional en todas las categorías inferiores con Rumanía y considerado en su día uno de los mayores talentos del fútbol de su país.
Formado en la cantera del Gloria Bistrița, estuvo cedido durante dos temporadas hasta que el club de su ciudad natal, lo traspasó al F. C. Dinamo de Bucarest.
En verano de 2016 aterrizó en las filas del Getafe C. F., desde el Dinamo de Bucarest sin opción de compra por parte del conjunto azulón. Tras su marcha pasó por Rusia y regresó al Dinamo de Bucarest en octubre de 2020.
A finales de agosto de 2021 volvió al fútbol español para jugar en la S. D. Ponferradina. Disputó 32 partidos, entre la Segunda División y la Copa del Rey, antes de su marcha en septiembre del año siguiente después de rescindir su contrato para regresar a su país de la mano del F. C. UTA Arad. Allí estuvo una temporada y en julio de 2023 se fue a Hungría para jugar en el Győri ETO F. C.